# Stefanie Bürkle (Künstlerin)

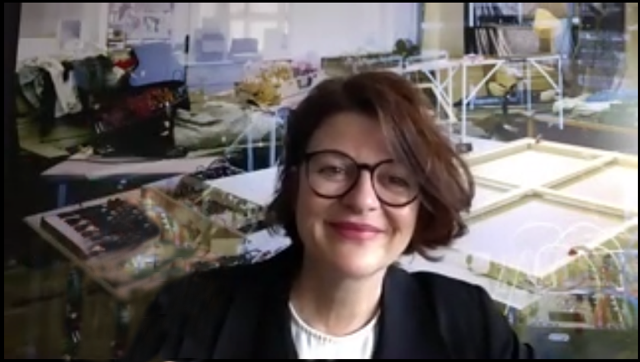
Stefanie Bürkle, 2020

Stefanie Bürkle (* 1966 in Heilbronn) ist eine deutsche Künstlerin und Professorin für Bildende Kunst am Institut für Architektur an der Technischen Universität Berlin.

## Leben
Stefanie Bürkle studierte Szenografie (Diplôme ENSATT) in Paris und freie Kunst an der Universität der Künste in Berlin. Sie absolvierte ein Masterstudium Szenografie/Spatial Design an der Zürcher Hochschule der Künste (MAS ZHdK) und promovierte am Institut für Medien-, Film- und Theaterwissenschaften in Wien 2011 über das Thema „Stadt als Bühne/Architektur als Szenografie“.
Seit 2009 ist sie Professorin für Bildende Kunst an der TU Berlin.

## Werk
Als Künstlerin, Stadtforscherin und Kuratorin initiiert sie eigene Kunst- und Forschungsprojekte. Hierbei untersucht sie Themen wie „Stadt“, „Künstliche Welten“, „Fassade-Architektur“ und „Migration von Raum“ mit unterschiedlichen Medien wie Malerei, Fotografie und Video. Ihre Projekte verbinden Kunst und Wissenschaft, die kritische Auseinandersetzung mit der üblichen Wahrnehmung von Stadt steht dabei immer im Zentrum. Durch die Integration von künstlerischen und wissenschaftlichen Methoden entstehen neue Lesarten von Projektionsflächen und den Räumen dahinter.
Seit 1992 arbeitet sie an einer visuellen Biografie Berlins, diese umfangreiche künstlerische Bestandsaufnahme Berliner Baustellen (Malerei und Fotografie), die immer weiter bis in die Gegenwart reicht, bildet das Zentrum ihrer künstlerischen Arbeit.
„Beirut Berlin“, ein Vergleich zweier Städte nach der Teilung, „Eiscafé Venezia“ in Deutschland und der Palast der Republik als „Berliner Tapete“ fürs Wohnzimmer sind einige ihrer frühen Projekte. Das interdisziplinäre Projekt „Placemaking“ thematisiert den Mauerfall aus migrantischer Sicht, als Kooperation von Berliner Institutionen wie dem Hebbel-Theater am Ufer, der ScheringStiftung, dem Hauptstadtkulturfonds und dem Landesmuseum für zeitgenössische Kunst (Berlinische Galerie) konnte es 2009 zu 20-Jahre Mauerfall in Berlin gezeigt werden.
In ihrem Kunstforschungsprojekt „migrating spaces“, arbeitete sie über den Zusammenhang zwischen Remigration und Konstruktion von Identität und Raum. Die Ausstellung war 2016 im Haus der Kulturen der Welt, im Museum für zeitgenössische Kunst Salt in Istanbul und 2017 in Apollonia Straßburg zu sehen.
Das Fotoprojekt „Atelier + Labor, Werkstätten des Wissens“, wurde als Ausstellung im Haus am Lützowplatz, dem Museum für Fotografie in Berlin und der National Academy of Science in Washington DC gezeigt. Dazu erschien 2019 im Hantje Cantz Verlag das gleichnamige Buch. Derzeit (Stand: Oktober 2020) arbeitet sie mit einem interdisziplinären Team im Sonderforschungsbereich (SFB) „Refiguration von Räumen“ an einem Kunstprojekt „MigraTouriSpace“ zu Schnittstellen zwischen Raummigration und Tourismus.

## Ausstellungen
- 2025: „Venice BeReal“, Meinblau Projektraum, Berlin
- 2020: „Studio + Laboratory“, National Academy of Science, Washington DC, USA (Einzelausstellung)
- 2020: „100 Jahre Großberlin“, Haus am Kleistpark, Berlin
- 2019: „Atelier + Labor, Werkstätten des Wissens“ Museum für Fotografie Berlin (Einzelausstellung)
- 2019: „Atelier als Labor“, Haus am Lützowplatz (HaL), Berlin (Einzelausstellung)
- 2018: „Die Schönheit der großen Stadt“, Stiftung Stadtmuseum Berlin
- 2018: „Palast der Republik, Utopie, Inspiration, Politikum“, Kunsthalle Rostock
- 2016: „Migrating Spaces“, SALT Galata, Istanbul (Einzelausstellung)
- 2016: „Migration von Räumen“, Haus der Kulturen der Welt, Berlin (Einzelausstellung)
- 2011: „Berlins Vergessene Mitte“, Stiftung Stadtmuseum Berlin
- 2010: „Menschen Orte Zeiten II“, DHM Deutsches Historisches Museum, Berlin
- 2009: „Mapping, Migration und Mauerfall“, Kunstraum der Schering Stiftung, Berlin (Einzelausstellung)
- 2009: Berlin 89/09 - Kunst zwischen Spurensuche und Utopie, Berlinische Galerie
- 2006: “Cities”, Carpenters Workshop Gallery, London (Einzelausstellung)
- 2005: „Sehenswürdigkeiten“, Staatsgalerie Stuttgart (Einzelausstellung)
- 2002: „Nützliche Illusionen“, Galerie Mathias Kampl, München (Einzelausstellung)
- 2001: „Damaskus Aleppo Heute“, Lindenmuseum Stuttgart (Einzelausstellung)
- 2000: „Regard sur Berlin“, Galerie Lucien Durand, Paris (Einzelausstellung)
- 2000: „Shenzhen, Peking, Shanghai“, Stiftung Bauhaus Dessau
- 2000: „Beirut Berlin“, Architektur Biennale Venedig
- 1999: „Children of Berlin“, PS1, New York, USA
- 1998: Store Front for Art and Architecture, New York, USA
- 1997: „Unmapping the earth“, Kwangju Biennale, Südkorea